# Natica hebraea
Natica hebraea is een slakkensoort uit de familie van de Naticidae. De wetenschappelijke naam van de soort is voor het eerst geldig gepubliceerd in 1786 door Martyn.